# Шайдт, Фёдор Петрович
Фёдор Петрович Шайдт (08.07.1929 — 28.09.2015) — рыбак Александровского рыбокомбината Министерства рыбного хозяйства РСФСР, Томская область. Полный кавалер ордена Трудовой Славы (1988).

## Биография
Родился 8 июля 1929 года в селе Розенгейм ныне Подлесное Марксовском районе Саратовской области. Немец.
В декабре 1941 года, Фёдор Петрович вместе со своими родителями и тысячами других российских немцев был выслан из Поволжья. В школе он смог проучиться лишь два года. Школьные годы были заменены ему на тяжёлую работу наравне со взрослыми. Такое решение принял комендант, так как мальчишка был крепким и рослым не по годам.
Работал на лесозаготовках, затем рыбаком Александровского рыбокомбината в Александровском районе Томской области. Общий трудовой стаж – 59 лет.
Своя особая специализация была у Фёдора Петровича – карасник. В полтора центнера улов он сам спокойно оценивал – «норма». Но это только для него. Для примера: тогда месячный план работника Александровского комбината составлял 8 центнеров, а у Шайдта в этот же месяц больше 32.
Указами Президиума Верховного Совета СССР от 4 мая 1975 года и от 15 апреля 1982 года награждён орденами Трудовой Славы 3-й и 2-й степени.
Указом Президиума Верховного Совета СССР от 19 июля 1988 года за достижение высоких результатов в выполнении планов и социалистических обязательств по добыче рыбы и производству рыбной продукции на основе внедрения прогрессивных технологий и новых методов хозяйствования Шайдт Фёдор Петрович награждён орденом Трудовой Славы 1-й степени. Стал полным кавалером ордена Трудовой Славы.
С 1990 года – на пенсии. Годы тяжёлого, изматывающего труда в условиях Севера не прошли бесследно для его здоровья – потерял обе ноги. Передвигался в коляске.
С 2002 года жил в Томске. Умер  28 сентября 2015 года.

## Награды и звания
Награждён орденами Трудовой Славы 1-й, 2-й, 3-й степеней:
3 ст. 04.05.1975 № 62666
2 ст. 15.04.1982 № 8137
1 ст. 19.08.1988 № 640
- Медаль «За доблестный труд»
- Медаль «За трудовую доблесть»
- Медаль «Ветеран труда»
- медалями ВДНХ
- медалями[1].